# 权恒道
权恒道（1963年8月～），原日本国立研究开发法人“产业技术综合研究所”高级主任研究员，北京理工大学教授，博士生导师，国家海外高层次人才引进计划特聘专家，先端氟材料开发中心的负责人，中国中化集团有限公司蓝天集团首席科学家。
1984年7月，本科毕业于南京理工大学化工学院有机合成专业。
1996年7月，获南京理工大学博士学位。
1998年4月，于日本国立研究开发法人“产业技术综合研究所”担任研究员。2002年4月，任主任研究员。
2006年12月，受聘北京理工大学兼职教授、博士生导师。
2017年，主持的环境友好五元环含氟材料催化合成技术及产业化项目，获2017年国家科技发明二等奖。2018年1月，得到了国家领导人的接见。
2019年，中国化学会向中国科协推荐权恒道为中国工程院院士候选人。中国工程院未将其列入2019年院士增选有效候选人。
2021年，中国化学会向中国科协推荐权恒道为中国工程院院士候选人，由于院士和中国科协向中国工程院提名，中国工程院将其列入2021年院士增选有效候选人。
2023年6月15日，被日本警方以涉嫌违反《反不正当竞争法》为由逮捕。2023年7月5日，被日本东京地方检察厅以违反《反不正当竞争法》为由起诉，同日，被产业技术综合研究所开除（懲戒解雇）。12月15日东京地方法院进行首次公开审理，被告权恒道主张自己无罪。在2024年12月10日的东京地方法院的审判中，检方要求判处权恒道2年6个月的监禁，并罚款200万日元；而辩方则主张其无罪，预计判决将在2025年2月25日宣布。
2025年2月25日，東京地方法院作出判決，審判長馬場嘉郎宣佈判處权恒道有期徒刑2年6個月，緩刑4年，罰款200萬日元。